# 黄沙站
黄沙站是广州地铁1号线与6号线的换乘车站。位於中国广东省广州市荔湾区大同路六二三路口北側，领展购物广场的地底，邻近沙面岛西部。车站于1997年6月28日随地铁一号线开通而启用，2013年12月28日随着地铁六号线通车成为换乘车站。

## 车站結構
黄沙站目前分为两个站体：位于领展购物广场下方的1号线车站、以及位于领展购物广场户外南广场的6号线车站。两线站体大致成“L”字型，两线站厅均设有换乘通道连接。车站周边為六二三路、大同路、內環路高架、领展购物广场及其它建築。
由于两线车站建设年代不同，两个車站的色系以及装修风格都有所不同：1号线为白色车站色系+大理石柱，站厅顶部的波浪形分隔成蓝色和白色色系，蓝色寓意着车站旁的珠江，象征珠江的波澜；6号线采用玻璃板以及沙棕色的车站色系。本站是6號線的重點站之一，柱面裝飾的內容是沙面露德圣母堂。

### 1号线楼层
1号线车站共设有两層。地面為车站各出入口，地下一層为站厅层，并与换乘通道连通；地下二層為1號綫月台。
| 地下一层 | 1号线站廳 | 售票機、客服中心、警务室、母婴室、安检设施 经換乘通道前往 █6号线 出口往领展购物广场负一层 |  |  |
| 地下二层 | 2 站台    | █1号线 西塱方向（下站：芳村）                                                             |  |  |
|          | 岛式站台  |                                                                                           |  |  |
|          | 1 站台    | █1号线 广州东站方向（下站：长寿路）                                                       |  |  |

### 6号线楼层
6号线车站共设有四層。地面為车站各出入口，地下一層为站厅层以及换乘通道，地下二層為設備區，地下三層為設備區及缓冲平台，地下四層為6號綫月台。
| 地下一层 | 換乘通道  | 前往 █1号线                                |  |  |
|          | 6号线站廳 | 售票機、客服中心、警务室、安检设施、卫生间 |  |  |
| 地下二层 | 設備區    | 車站設備                                   |  |  |
| 地下三层 | 缓冲平台  | 来往站厅与站台                             |  |  |
|          | 设备区    | 车站设备                                   |  |  |
| 地下四层 | 4 站台    | █6号线 潯峰崗方向（下站：如意坊）          |  |  |
|          | 岛式站台  |                                            |  |  |
|          | 3 站台    | █6号线 香雪方向（下站：文化公园）          |  |  |

### 站厅以及换乘
黄沙站分为1号线和6号线兩部分，两个站厅的付费区范围各自设有多组扶手电梯、楼梯以及专用电梯可供乘客往返于各线路之站台。1号线连接站厅和月台的专用电梯原位处站廳非付费区，後期因配合6號線通車並劃入付費區內。
黄沙站与杨箕站、东山口站一样，兩線通過站廳層的換乘通道進行換乘。换乘通道由于與6號線站廳有高度差，因此設有楼梯接驳，同時设有供残障人士使用的輪椅升降台。为使聯絡兩線站廳的換乘通道能劃入付費區，1号线付费区位于站厅东侧大部分区域，6号线付费区位于站厅西侧，两个站厅在非付費區並不相通。
黄沙站前期设有车站商店，例如便利店、洗衣店等，后来6号线开通，以及西城都薈（現领展购物广场）開幕，1号线站厅多个区域被打通连接领展购物广场地库，且6号线站厅空间狭小未能设置车站商店，现时于1号线站厅近D出入口旁设有鸭脖店。但黄沙站设有不少自助服務設施供乘客使用，包括自動售賣機、自动售卡/充值机等。
另外，本站卫生间设于6号线站厅E出入口通道內，母婴室设于1号线站厅非付费区靠近D出入口处。

### 月台

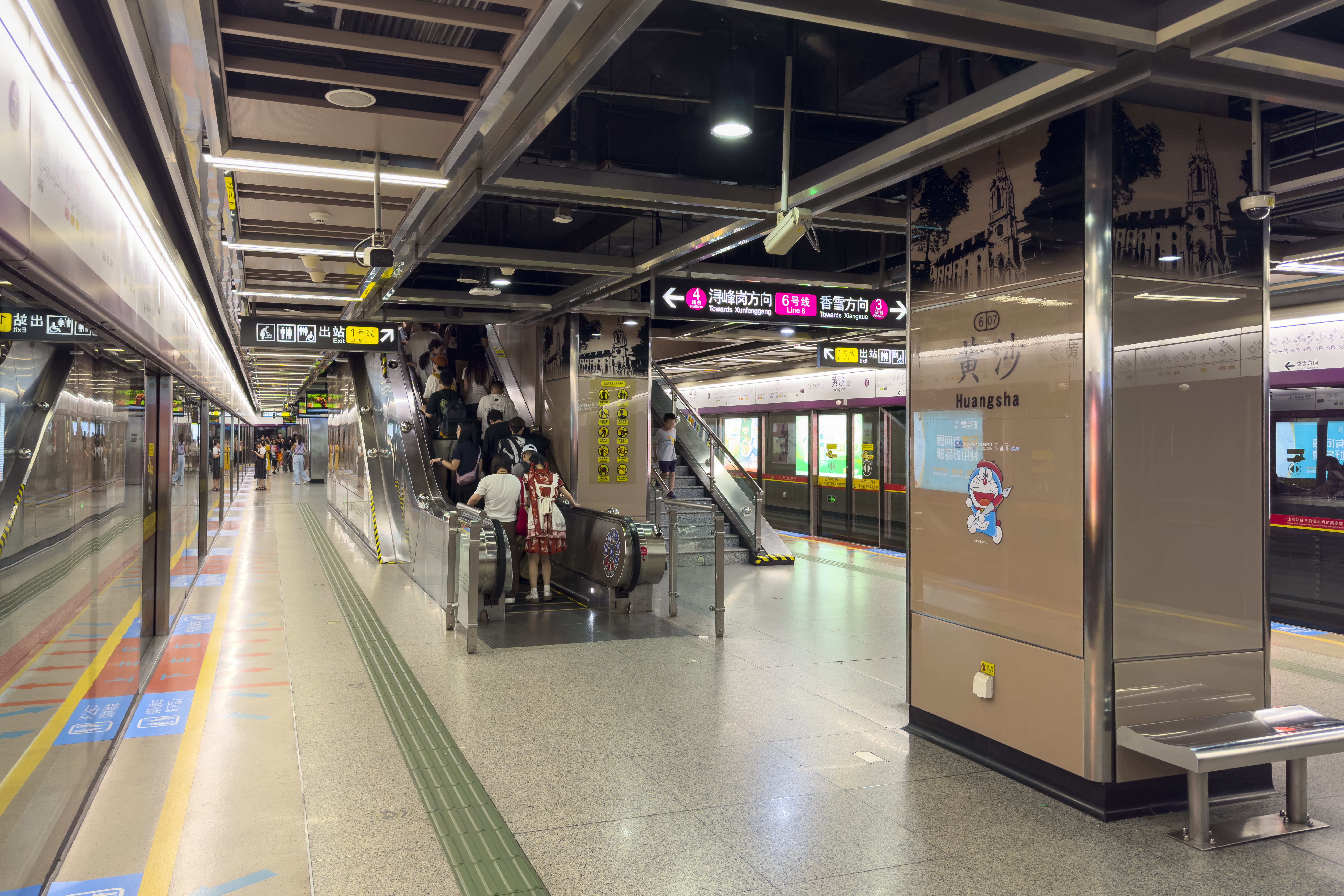
4号月台（6号线浔峰岗方向）

本站1號綫月台設於领展购物广场地底，6號綫月台則設於领展购物广场南廣場的地底，均为岛式月台。另外，本站是1号线最早在月台进行加装并投入使用屏蔽门的车站。
两线月台上的書法字也有所区别，1号线采用的是华文新魏電腦書法字，6号线采用的是华文行楷電腦书法字。

### 出入口
黄沙站设有B、C、D、E、F总共5个出入口，B出入口位於大同路，C出入口位於丛桂路；D出入口位於六二三路，E出口位于大同路清平药材市场旁边，F出口位于黄沙大道领展购物广场正门对出。在1号线站厅中，亦设有九個出口直接連通领展购物广场商場地庫，於2019年起更獲編為1至9號门。
本站1號線在建設時考虑到未來需要发展上盖项目，因此当时所有出入口均为临时搭建，預留未來與上蓋項目合併設置。D出口共经历过三次改建：第一次于当年西城都荟（現领展购物广场，下同）动工时改建；第二次于改建6号线换乘通道以及西城都荟建成启用时改建；現時第三次則是結合西城都薈西區改造時進行改建，其後曾借用鄰近一個接駁领展购物广场的出入口（現7號门）作為臨時D出入口，最終隨正式D出入口通道啟用而遷往現址。
1號線站廳原为A出口的位置，現時已成為換乘通道與1號線站廳的接口之一。
另外，黄沙站原设有一条下穿六二三路的地下过街通道，以连接车站南面的黃沙水產市場，2006年10月因配合地铁6号线施工而暂停使用，通道部分被改建为F出入口，为方便民众横过黄沙大道，在上方建设临时钢结构天桥代替。在2013年6号线开通后，由于通道内部条件较差，不具备重新开放的条件。之后政府部门于2013年决定由地铁公司出资进行修复，2015年进行工程招标，2016年进行施工，但期间因隧道建设年份较早，不符合消防要求，一直延误至2021年才继续推进工程，最终隧道完成修复，于2024年10月1日恢复使用，过街通道北端对接地铁站现有F出入口通道。
|                                                     |                                            |      |          | |
|                                                     |                                            |      |          | |
| 編號                                                | 设施                                       | 照片 | 出口指示 | 建議前往的目的地                                                                                                   |
| 1号线站廳                                           |                                            |      |          | |
| B                                                   | 盲道标志 · 轮椅升降台标志                  |      | 丛桂路   | 第十甫路、十八甫路、黄沙大道、蓬莱路、恩宁路、和平西路、大同路、广州医药股份有限公司、黄沙公交总站                 |
| C                                                   | 盲道标志                                   |      | 丛桂路   | 第十甫路、黄沙大道、蓬莱路、恩宁路、和平西路、六二三路、颐寿安养·长寿安老院、黄沙公交总站                          |
| D                                                   | 盲道标志 · 扶手电梯标志                    |      | 黄沙大道 | 六二三路、大同路、清平路、沙面、黄沙码头、沙面大街、广州医科大学附属中医医院、永庆坊、谊园办公美术用品交易中心     |
| 6号线站廳                                           |                                            |      |          | |
| E                                                   | 盲道标志 · 扶手电梯标志                    |      | 六二三路 | 梯云东路、和平西路、十八甫路、清平路、广州医科大学附属中医医院、第十甫路（上下九步行街）、市中医院公交车站（西行） |
| F                                                   | 盲道标志 · 无障碍通道标志 · 轮椅升降台标志 |      | 大同路   | 六二三路、沙面、黄沙大道、黄沙码头、黄沙六二三路过街通道、黄沙码头公交车站（东行）                                 |
| 註： 設有 \| 設有 \| 設有輪椅升降台 \| 設有扶手電梯 |                                            |      |          | |

## 接驳交通
黄沙站上蓋設有黄沙公交总站，位於从桂路东侧，领展购物广场西侧地面。有部份巴士路線的總站設於該處，方便乘客轉乘不同交通工具往返各區。另外，黄沙站邻近黄沙码头，方便乘客轉乘水上巴士前往芳村白鹅潭。乘客可以从D出口或者F出口出站，经人行天桥前往码头。
| 编号 | 编号  | 线路                   | 线路                  | 线路                       | 收费                  | 备注                  |
| ---- | ----- | ---------------------- | --------------------- | -------------------------- | --------------------- | --------------------- |
|      | 6     | 黄沙                   | ⇆                     | 天河北公交总站             | 2元                   |                       |
|      | 105   | 黄沙                   | ⇆                     | 棠安路                     | 2元                   | 使用无轨电车运营      |
|      | 251   | 黄沙                   | ⇆                     | 七星崗（廣東省煤炭地質局） | 3元                   |                       |
|      | 275A  | 已于2024年12月1日停办  | 已于2024年12月1日停办 | 已于2024年12月1日停办      | 已于2024年12月1日停办 | 已于2024年12月1日停办 |
|      | 297   | 黄沙                   | ⇆                     | 樂意居花園                 | 2元                   |                       |
|      | 夜5   | 天平架                 | ⇆                     | 黄沙                       | 3元                   | 6路附属线路           |
|      | 佛202 | （佛山）千灯湖公交总站 | ⇆                     | （广州）黄沙总站           | 4元                   |                       |

| 编号 | 编号   | 线路                       | 线路 | 线路                       | 收费 | 备注                                                               |
| ---- | ------ | -------------------------- | ---- | -------------------------- | ---- | ------------------------------------------------------------------ |
|      | 1      | 芳村花园南门               | ⇆    | 东山（署前路）             | 2元  |                                                                    |
|      | 6      | 黄沙                       | ⇆    | 天河北公交总站             | 2元  |                                                                    |
|      | 9      | 中山八路                   | ⇆    | 沥滘                       | 2元  | 经内环路、工业大道                                                 |
|      | 25     | 昌岗路                     | ⇆    | 大坦沙（市1中）            | 2元  |                                                                    |
|      | 57     | 二沙島西                   | ⇆    | 滘口客运站                 | 2元  | 自2025年7月27日起暂停营运                                          |
|      | 64     | 广卫路                     | ⇆    | 东沙工业园                 | 2元  |                                                                    |
|      | 75     | 侨诚花园                   | ⇆    | 芳信路（郭村小区）         | 2元  |                                                                    |
|      | 106    | 锦城花园（东风东）         | ⇆    | 茶滘路                     | 2元  |                                                                    |
|      | 广123  | （广州）革新路（光大花园） | ⇆    | （佛山）半岛花园           | 2元  |                                                                    |
|      | 181    | 景泰坑                     | ⇆    | 坑口地铁站                 | 3元  |                                                                    |
|      | 208    | 中山八路                   | ⇆    | 大塘西（敦和）             | 2元  |                                                                    |
|      | 209    | 坦尾（柏悦湾）             | ⇆    | 广州火车东站               | 2元  |                                                                    |
|      | 217    | 广卫路                     | ⇆    | 芳村西塱                   | 2元  |                                                                    |
|      | 251    | 黄沙                       | ⇆    | 七星崗（廣東省煤炭地質局） | 3元  |                                                                    |
|      | 270    | 大基头（木偶艺术剧院）     | ⇆    | 土华                       | 2元  |                                                                    |
|      | 广281  | （广州）广卫路             | ⇆    | （佛山）绿地香树花城       | 3元  |                                                                    |
|      | 297    | 黄沙                       | ⇆    | 樂意居花園                 | 2元  |                                                                    |
|      | 538    | 南方大厦（文化公园）       | ⇆    | 汇侨新城                   | 2元  |                                                                    |
|      | 552    | 站南路                     | ⇆    | 坑口地铁站                 | 2元  |                                                                    |
|      | 夜1    | 芳村花园南门               | ⇆    | 东山（署前路）             | 3元  | 芳村花园方向经经康乃馨花园，东山（署前路）方向经东漖镇 1路附属线路 |
|      | 夜5    | 天平架                     | ⇆    | 黄沙                       | 3元  | 6路附属线路                                                        |
|      | 夜37   | 江海大道中                 | ⇆    | 中山八路                   | 3元  | 270路附属线路                                                      |
|      | 广夜67 | （佛山）黄岐办事处         | ⇆    | （广州）广卫路             | 3元  | 广281路附属线路                                                    |
|      | 夜72   | 广卫路                     | ⇆    | 芳村西塱                   | 3元  | 217路附属线路                                                      |
|      | 夜113  | 裕海路                     | ↺    | 文化公园                   | 3元  | 966路附属线路                                                      |
|      | 佛202  | （佛山）千灯湖公交总站     | ⇆    | （广州）黄沙总站           | 4元  |                                                                    |

| 编号 | 编号       | 线路   | 线路 | 线路   | 收费     | 备注             |
| ---- | ---------- | ------ | ---- | ------ | -------- | ---------------- |
|      | 西关风情线 | 万福西 | ↺    | 万福西 | 日票50元 | 日间双层观光巴士 |

## 利用狀況
本站位處的黃沙及沙面一帶，建成早期附近多數都是民居，只有位處沙面島西部的白天鵝賓館臨近本站。因此利用本站的乘客大多數為附近居民为主，但偶然会有外地遊客。即使本站亦臨近上下九步行街，但除了附近居民，鮮為人知。從黃沙站B出口經大同路前往上下九步行街西端的第十甫路，比從長壽路站D出口經寶華路前往的距離相若，因此地鐵方面亦會建議乘客利用本站來往上下九步行街，以圖分流部分長壽路站的客流。但收效不太明顯。
2013年，本站上蓋大型商場西城都薈（現领展购物广场）開幕，本站客流開始有上升之勢。再加上同年年底6號線開通，本站成為換乘站后，客流進一步上升。截至2018年1月，本站日均进站客流3.9万人次，而换乘客流最高达到9万人次。由于本站所有出口均位于其上盖物业领展购物广场内部或附近，故此自从本站成为换乘站后迅速带旺商場内的众多商家，并开始形成以该商场为中心的黄沙商圈。
受限於6號線站台狹窄，空間侷促，再加上在本站上下車的換乘客流較大，本站6號線站台在早晚高峰會較為擁擠。
因1號線和6號線有較大的運力差距，以及受制於本站换乘通道空間較為狹小，通過能力有限。因此本站在2018年1月8日开始，工作日早高峰7:30-9:30，以及晚高峰17:30-19:30将会在本站实施客流控制，以维持运营秩序。

## 歷史

### 1號線

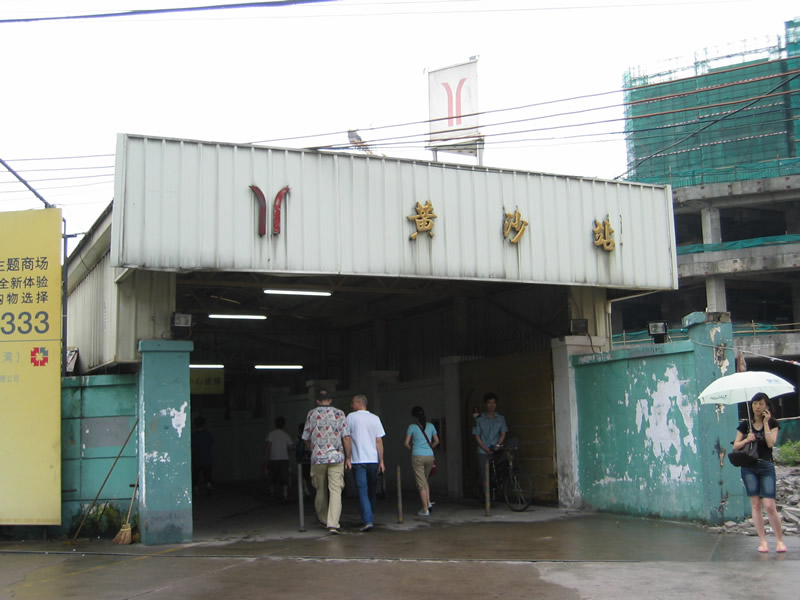
早期的D出入口

黃沙站最早出現在1988年的地下鐵道路網規劃中，為當時第一期建設的1號線的中途站。1993年12月28日，一號綫正式動工。
1997年6月28日，本站作為1號線首批車站（西塱至黃沙）啟用。當時本站為1號線北端終點站。1999年2月16日大年初一，黃沙至廣州東站啟用，本站成為1號線中途站。
2004年12月23日，本站作為樣板車站，率先進行了加裝屏蔽門的工程，并于2006年3月6日投入使用。
2014年8月18日，1号线站厅的C口正式开通。

### 6號線
在1997年的《廣州市城市快速軌道交通線網規劃研究（最終報告）》，本站成為1號線與當時7號線的換乘站。在後來的規劃中，當時7號線輾轉成為現時的6號線，仍在本站與1號線換乘。
2005年6月28日，六號線黃沙站作為試驗段開工。2013年10月，本站1號線站廳進行了改造，遷移部分閘機同時更改了付費區範圍。同年12月28日，6號線首期開通試運營，本站成為1號線及6號線的換乘站。